# Greenfield (Ohio)
Greenfield és una població dels Estats Units a l'estat d'Ohio. Segons el cens del 2000 tenia 4.906 habitants.

## Demografia
Segons el cens del 2000, Greenfield tenia 4.906 habitants, 1.955 habitatges, i 1.253 famílies. La densitat de població era de 981,5 habitants/km².
Dels 1.955 habitatges en un 31,4% hi vivien nens de menys de 18 anys, en un 44,3% hi vivien parelles casades, en un 15,3% dones solteres, i en un 35,9% no eren unitats familiars. En el 30,9% dels habitatges hi vivien persones soles el 15,4% de les quals corresponia a persones de 65 anys o més que vivien soles. El nombre mitjà de persones vivint en cada habitatge era de 2,44 i el nombre mitjà de persones que vivien en cada família era de 3,04.
Per edats la població es repartia de la següent manera: un 26,4% tenia menys de 18 anys, un 9,6% entre 18 i 24, un 26,2% entre 25 i 44, un 21,3% de 45 a 60 i un 16,6% 65 anys o més.
L'edat mediana era de 36 anys. Per cada 100 dones de 18 o més anys hi havia 81,8 homes.
La renda mediana per habitatge era de 30.805 $ i la renda mediana per família de 36.952 $. Els homes tenien una renda mediana de 32.156 $ mentre que les dones 21.352 $. La renda per capita de la població era de 14.306 $. Aproximadament el 12,3% de les famílies i el 15,1% de la població estaven per davall del llindar de pobresa.

## Poblacions més properes
El següent diagrama mostra les poblacions més properes.